# Мія-сан, Мія-сан

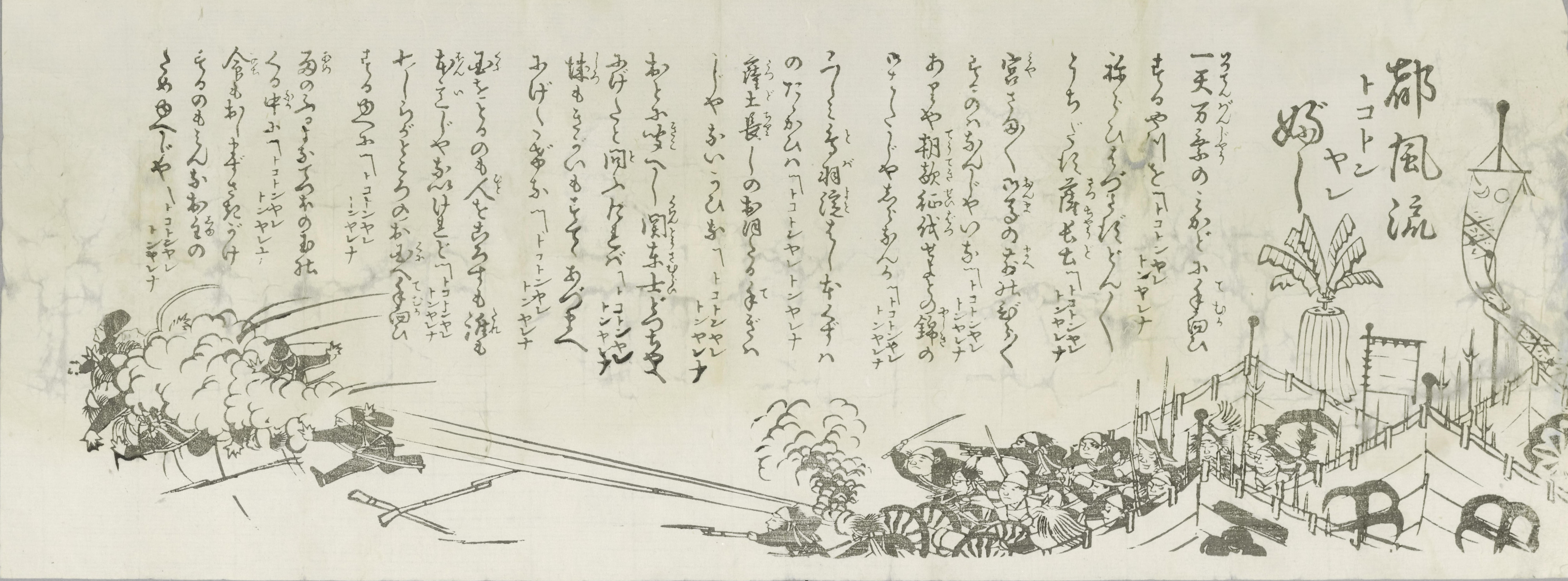
міні|420x420пксОригінал "Тофу-рю Токотон Яребусу" (близько 1868 рік), наразі зберігається у біблотеці Університету Васеда. Раніше належала Буічі Нісіґакі

Мія-сан, Мія-сан (яп. 宮さん宮さん, みやさんみやさん, «Пане принце, пане принце») — перша японська військова пісня та марш, написаний близько 1868 року на перетині періоду Едо та епохи Мейдзі. Її також називають «Токотон-яре» (Tokotonyare-busi)  або «Тон-яре» (яп. 都風流トコトンヤレぶし). Слова приписують Сінагаві Ядзіро, а музику - Омурі Масуджіро, але доказів цьому немає. 

## Історія
Поява пісні «Мія-сан, Мія-сан» тісно пов'язана з історичними подіям, що мали місце в Японії у 1860-х роках. На середину 19 століття країна переживала глибоку політичну та соціально-економічну кризу. Низка суворих неврожайних років і великі голоди підірвали натуральну економіку Японії і спричинили заворушення в містах і селах. Країну лихоманило від страху перед колонізацією державами Заходу та Росією, які все частіше порушували японський суверенітет. Центральний уряд, сьоґунат Токуґава, був неспроможний вирішити наявні проблеми через федеральний устрій Японії, відсутність сучасного війська та плану виходу з ситуації, що склалася. 

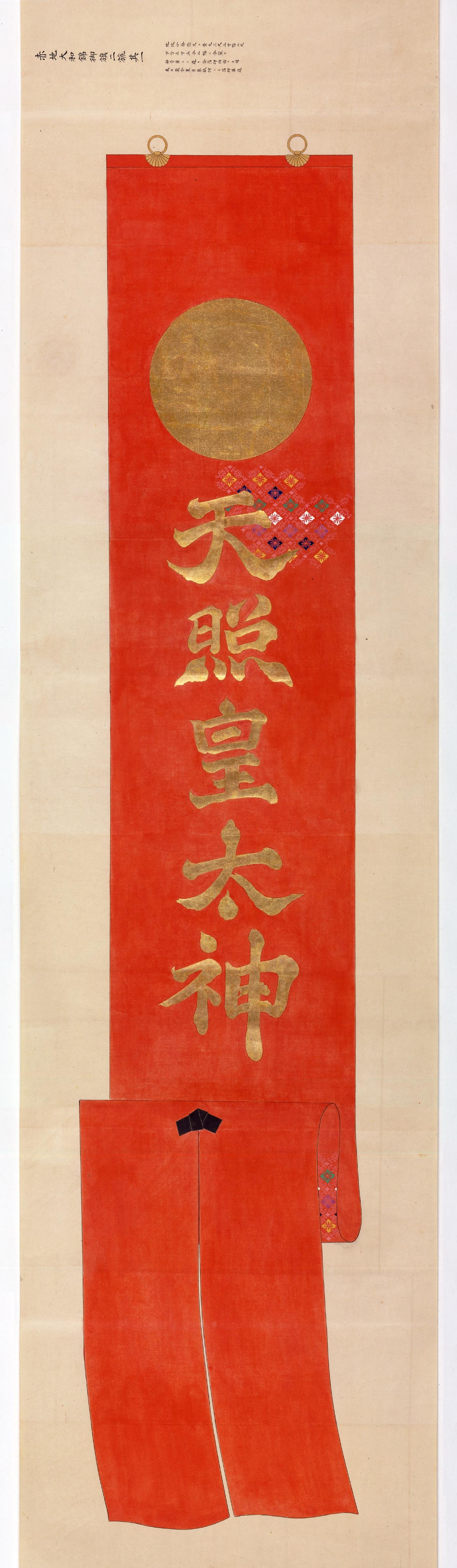
Хоругва парчова (нісікі но мі-хата) — прапор імператорської урядової армії, про який співається в пісні

Тотальна криза японського традиційного суспільства і безсилля влади породили антиурядові настрої. Їх виразником стали даймьо західнояпонських земель Сацума-хану, Тьосю-хану, Тоса-хану та Хідзен-хану. Вони об'єдналися в союз, який ставив на меті ліквідацію сьоґунату, встановлення прямого Імператорського правління, унітаризацію та модернізацію Японії.
1867 року останній сьоґун Токуґава Йосінобу повернув усі важелі влади Імператорському двору і тим самим ліквідував сьоґунат. Відбулась реставрація прямого монаршого правління та створення нового всеяпонського уряду, куди увійшли представники західнояпонських земель. Прибічники старого сьоґунського режиму виступили проти таких змін і розв'язали громадянську війну (війна Босін) 1868–1869 років.

Проти бунтівників виступила урядова армія. Вона складалася з військ ханів Сацуми, Тьосю, Тоси, Хідзену та інших. Її очолював принц Арісуґава Тарухіто. У січні 1868 року імператорська армія розбила прихильників сьоґунату в битві при Тоба-Фусімі, а у березні-квітні того ж року зайняла їхній головний оплот — місто Едо.

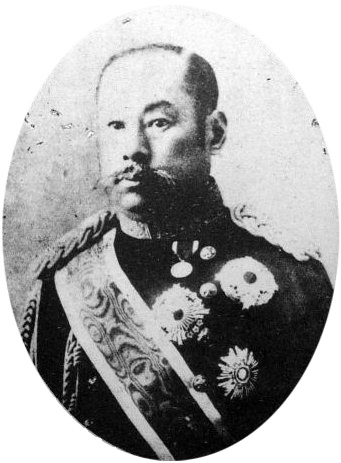
Арісуґава Тарухіто
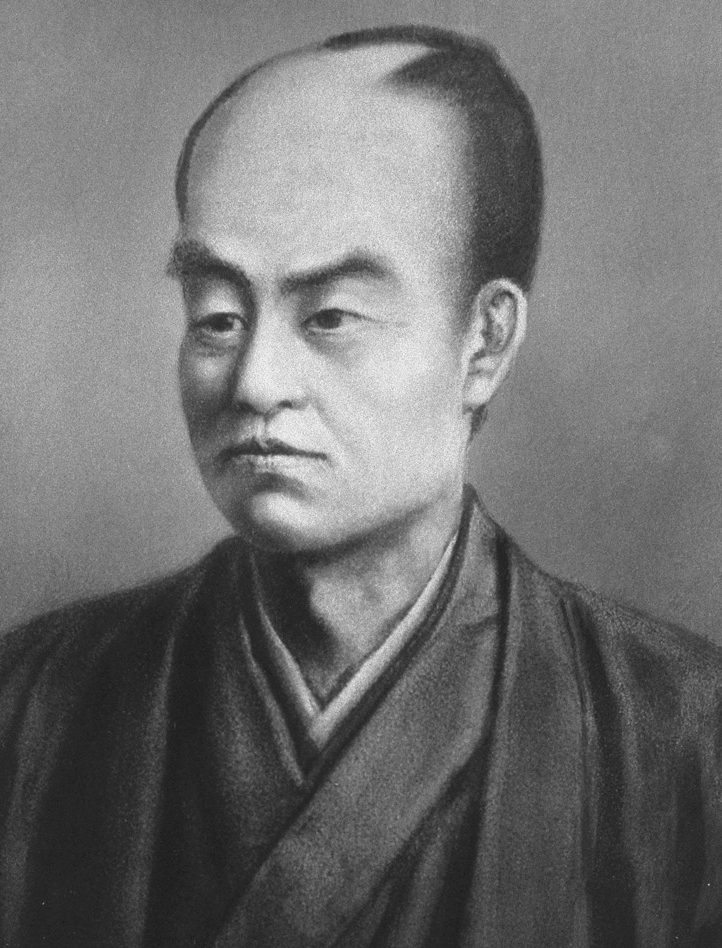
Омура Масудзіро
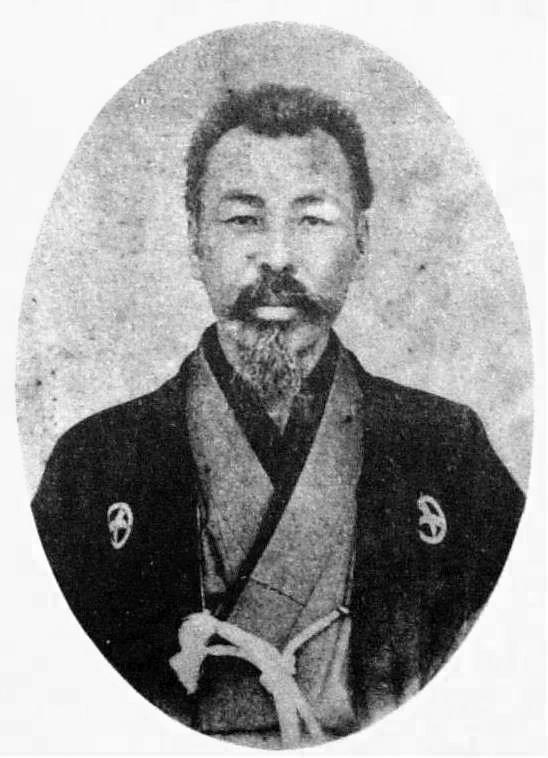
Сінаґава Ядзіро

Пісня «Мія-сан, Мія-сан» була похідним маршем цієї урядової армії. В ті часи вона була також відома під назвою «Тон-яре» або «Токотон-яре», за словами приспіву. За тогочасними свідченнями, вояки співали цю пісню у супроводі оркестру з флейт і барабанів у березні 1868 року, коли підходили до Едо.
Слова «Мія-сан, Мія-сан» написав Сінаґава Ядзіро (1843–1900) (також відомий як Хасімото Хатіро та Мацумото Сейкума), виходець з Тьосю-хану і учасник громадянської війни. У 1864 році він брав участь в Інциденті біля Імператорських воріт як капітан "Хатімантай", а пізніше організував  «Мітатейтай» (みたてたい), однин з підрозділів клану Чьосю, разом з Отою Ітіносіном, Ямадою Кеньосі та іншими. У 1865 році він переїхав до Токіо разом з Кідо Такайосі, щоб збирати інформацію та діяти як офіцер зв'язку у формуванні Сацума-Китайського альянсу. Під час Босінської війни він був офіцером штабу генерал-губернатора Оу та офіцером штабу Сейбутая.
Після її завершення він обіймав посаду Міністра внутрішніх справ Японії та був членом Таємної ради при Імператорі.
Музику до пісні склав Омура Масудзіро (1825–1869), також виходець з Тьосю-хану і один з командирів його військових частин. Він був відомим медиком і стратегом. Омура обіймав посаду голови Військового міністерства країни у перші роки реставрації Мейдзі. Його вважають засновником Імперської армії Японії.
В пісні «Мія-сан, Мія-сан» згадується принц Арісуґавою Тарухіто, битва при Тоба-Фусімі та похід урядових військ на схід Японії.

## Вплив на культуру
Завдяки легкому для запам'ятовування тексту в стилі народної пісні та веселій мелодії, вона широко співалася не лише солдатами Армії нового уряду, але й публікою. Згодом марш увійшов до збірників японської музики, таких як "Сьогакко сьока", а також до нот для Сякухаті та флажолету. 
У 1885 році пісня увійшла до японської опери «Мікадо», що була поставлена в Лондоні. В опері Джакомо Пуччіні "Мадам Баттерфляй" вона використовується як легкий мотив для лорда Ямадорі.За оцінкою японського композитора і музичного критика Хоріуті Кейдзо (1897–1983) «Мія-сан, Мія-сан» була найпопулярнішим музичним твором в Японії другої половини 19 століття і стала першою японською піснею, що була широко відома закордоном.
Впродовж 20 століття «Мія-сан, Мія-сан» залишалася улюбленим твором декількох поколінь японців.

## Слова
«Мія-сан, Мія-сан» початково мала лише 2 куплети, але на час захоплення міста Едо вже нараховувала 4. Згодом вона виконувалась по 6 куплетів. Інколи з пісні викидалися 3 і 6 куплети. Західнояпонські діалектизми в ній були замінені з часом стандартною японською мовою. Існували також модифікації цієї пісні на мирну тематику.
| № | Японською | Транслітерація | Українською |
| - | --- | --- | --- |
| 1 | 宮さん宮さんお馬の前に ひらひらするのは何じゃいな トコトンヤレ トンヤレナ あれは朝敵征伐せよとの 錦の御旗じゃ知らないか トコトンヤレ トンヤレナ | Мія-сан, Мія-сан о-ума но мае ні Хіра-хіра суру но ва нан дзяй на? Токотон-яре тон-яре на! Аре ва тьотекі сейбацу сейо то но Нісікі но мі-хата дзя сіранай ка? Токотон-яре тон-яре на! | — Пане Принце, пане Принце, Що ж то майоріє перед вашим конем? Токотон-яре тон-яре на! — Чи ж не знаш, що то Хоругва парчова, щоб карати ворогів Трону? Токотон-яре тон-яре на!     |
| 2 | 一天万乗の 一天万乗の 帝王に手向かいする奴を トコトンヤレ トンヤレナ ねらい外さず ねらい外さず どんどん打ち出す薩長土 トコトンヤレ トンヤレナ   | Іттен бандзьо но, іттен бандзьо но Мікадо ні темукай-суру яцу о Токотон-яре тон-яре на! Нерай хадзусадзу, нерай хадзусадзу, Дон-дон утідасу Саттьодо Токотон-яре тон-яре на!           | Мерзотників, непокірних Імператору Всемогутньому, всемогутньому Токотон-яре тон-яре на! Постріляють Сацума, Тьосю і Тоса, Не схибивши, не схибивши! Токотон-яре тон-яре на!         |
| 3 | 伏見 鳥羽 淀 橋本 葛葉の戦は トコトンヤレ トンヤレナ 薩長土肥の 薩長土肥の 合うたる手際じゃないかいな トコトンヤレ トンヤレナ                   | Фусімі, Тоба, Йодо, Хасімото, Кудзуха но татакай ва Токотон-яре тон-яре на! Саттьодохі но, Саттьодохі но Аїтару теґіва дзя най кай на? Токотон-яре тон-яре на!                         | Адже бої при Фусімі, Тоба, Йодо, Хасімото і Кудзуха Токотон-яре тон-яре на! Довели неабияку вправність Сацуми, Тьосю, Тоси і Хідзена! Токотон-яре тон-яре на!                       |
| 4 | 音に聞こえし 関東武士 どっちへ逃げたと問うたれば トコトンヤレ トンヤレナ 城も気概も 城も気概も 捨てて吾妻へ逃げたげな トコトンヤレ トンヤレナ   | Ото ні кікоесі Канто самурай Дотті е ніґета то тоотареба Токотон-яре тон-яре на! Сіро мо кіґай мо, сіро мо кіґай мо, Сутете Адзума е ніґета ґе на! Токотон-яре тон-яре на!             | Коли ж спитають: «куди втікли славні кантоські самураї?» Токотон-яре тон-яре на! Скажемо: «втікли на схід, кинувши І замки, і наснагу; і замки, і наснагу!» Токотон-яре тон-яре на! |
| 5 | 国を追うのも 人を殺すも 誰も本意じゃないけれど トコトンヤレ トンヤレナ 薩長士肥の 薩長土肥の 先手に手向いする故に トコトンヤレ トンヤレナ       | Куні о оу но мо, хіто о коросу мо даре мо хонкі дзя най кередо Токотон-яре тон-яре на! Саттьодохі но, Саттьодохі но Сакіте ні темукай-суру юе ні Токотон-яре тон-яре на!               | Нікому насправді не хочеться виганяти з країни і вбивати людей. Токотон-яре тон-яре на! Але ж вони опираються силам Сацуми, Тьосю, Тоси і Хідзена! Токотон-яре тон-яре на!          |
| 6 | 雨の降るよな 雨の降るよな 鉄砲の玉の来る中に トコトンヤレ トンヤレナ 命惜しまず魁するのも 皆御主の為故じゃ トコトンヤレ トンヤレナ              | Аме но фуру йо на, Аме но фуру йо на, Теппо но тама но куру нака ні Токотон-яре тон-яре на! Іноті осімадзу, сакіґаке-суру но мо, Мінна о-нусі но таме юе дзя! Токотон-яре тон-яре на!  | Ллє дощ, ллє дощ! Серед куль, що летять, Токотон-яре тон-яре на! Йдем вперед, не жалкуючи життя, За нашого Господаря, Імператора! Токотон-яре тон-яре на!                           |

У 1873 році під впливом вестернізації Японії з'явилася жартівливий переспів «Мія-сан, Мія-сан», що оспівував дівчину-модницю тих часів.
| № | Японською | Транслітерація | Українською |
| - | --- | --- | --- |
| 1 | 姉さん姉さん お前の頭に ぐるぐる巻いたは何じゃいな トコトンヤレ トンヤレナ あれは流行はしりの束髪 イギリス結びを知らないか トコトンヤレ トンヤレナ | Не-сан, не-сан о-мае но атама ні Ґуру-ґуру майта но ва нан дзяй на? Токотон-яре тон-яре на! Аре ва рюко-хасірі но сокухацу Іґірісу-мусубі о сіранай ка? Токотон-яре тон-яре на! | — Панночко, панночко, Що ж то закручено у вас на голові? Токотон-яре тон-яре на! — Чи ж не знаш, що то модна зачіска, куафюра по-англійськи? Токотон-яре тон-яре на! |

### Відео
- Мія-сан, Мія-сан (виконавець: Чоловічій хор «Кінґ» (1998)) (яп.)
- Мія-сан, Мія-сан (виконавець: Касуґа Хатіро (1924–1991))(яп.)